# Ian McCartney
Ian McCartney (ur. 25 kwietnia 1951 w Lennoxtown, East Dunbartonshire), brytyjski polityk, minister w rządach Tony’ego Blaira, polityk Partii Pracy.
Jest synem Hugh McCartneya, byłego laburzystowskiego deputowanego, i jego żony Margaret. Ian po zakończeniu nauki podejmował wiele dorywczych prac. W latach 1982–1987 zasiadał w radzie Wigan Borough. W 1987 r. wygrał wybory do Izby Gmin w okręgu Makerfield. W następnych latach był mówcą opozycji ds. zdrowia, zatrudnienia, edukacji i służb socjalnych. W 1994 r. prowadził zwycięską kampanię Johna Prescotta na wiceprzewodniczącego partii.
Po wygranych przez Partię Pracy wyborach w 1997 r. McCartney został ministrem stanu w departamencie handlu i przemysłu. Na tym stanowisku McCartney przedstawił nowy pakiet praw pracowniczych obejmujący m.in. prawo do płatnego urlopu oraz ustalenie płacy minimalnej. Był również odpowiedzialny za sprawy zatrudnienia, urzędy pocztowe i prawo spółek. W latach 1999–2001 był ministrem stanu w Urzędzie Gabinetu. Następnie został ministrem stanu ds. emerytur w departamencie pracy i emerytur. W kwietniu 2003 r. został członkiem gabinetu jako minister bez teki i Party Chair.
Od października 2004 do października 2005 r. był również przewodniczącym Narodowego Komitetu Wykonawczego Partii Pracy. W maju 2006 r. został mianowany ministrem stanu ds. handlu, inwestycji i spraw zagranicznych. Był członkiem rządu do czasu rezygnacji Tony’ego Blaira w czerwcu 2007 r. Nowy premier, Gordon Brown, nie powołał McCartneya na żadne stanowisko. 23 maja 2009 r. były minister ogłosił, że z powodów zdrowotnych nie wystartuje w kolejnych wyborach parlamentarnych.